# Hans Fleischmann (Fußballspieler)
Hans Fleischmann (* 11. Mai 1898; † 28. Dezember 1978 in Heppenheim) war ein deutscher Fußballspieler.

## Karriere

### Vereine
Fleischmann begann zehnjährig beim Mannheimer Fußballclub 1908 Lindenhof mit dem Fußballspielen und rückte 1918 in die erste Mannschaft auf, für die er bis Saisonende 1920/21 in der regionalen zweiten Spielklasse aktiv gewesen ist.
Nachdem er mit seiner Mannschaft zur Saison 1921/22 in die Kreisliga Odenwald im Bezirk Rhein, als einen von fünf Bezirken die vom Süddeutschen Fußball-Verband organisiert wurden, aufgestiegen war, ging er als Sieger der Abteilung I hervor. Zur Ermittlung des Kreismeisters spielte sein Verein gegen den VfR Mannheim, dem Sieger der Abteilung II.
Nachdem das Hinspiel auf eigenem Platz am 5. März 1922 torlos endete, gewann der VfR Mannheim das Rückspiel am 12. März 1922 mit 3:2 und nahm somit an der Endrunde um die Süddeutsche Meisterschaft teil.
Von 1922 bis 1924 spielte er für den FC Phönix Ludwigshafen in der Kreisliga Pfalz, anschließend in der Bezirksliga Rhein. Nachdem er mit der Mannschaft als Sieger der Kreisliga Pfalz hervorgegangen war, wurden beide Finalspiele um die  Bezirksmeisterschaft Rhein gegen den Sieger der Kreisliga Odenwald, Phönix Mannheim, mit 4:1 und 3:1 gewonnen. Ob des Erfolges nahm er mit der Mannschaft an der Endrunde um die Süddeutsche Meisterschaft teil, die diese als Zweitplatzierter abschloss.
Zum Stadtrivalen VfR Mannheim gewechselt, spielte er für diesen – nunmehr als Abwehrspieler – von 1924 bis 1933, ab der Saison 1927/28 in der Gruppe Rhein, in der Bezirksliga Rhein/Saar. Seine letzte Saison bestritt er in der Gauliga Baden in einer von zunächst 16, später auf 23 Gauligen zur Zeit des Nationalsozialismus als einheitlich höchste Spielklasse im Deutschen Reich. Als Zweitplatzierter mit einem Punkt Abstand zum Gaumeister SV Waldhof Mannheim beendete er seine aktive Fußballerkarriere.

### Nationalmannschaft
Sein einziges Länderspiel für die A-Nationalmannschaft bestritt er am 23. November 1924 in Duisburg bei der 0:1-Niederlage gegen die Nationalmannschaft Italiens.

## Erfolge
- Süddeutscher Meister 1925
- Bezirksmeister Rhein 1925, 1926
- Kreismeister Pfalz 1923

## Sonstiges
In der Saison 1947/48 trainierte er den Amateurverein FC Starkenburgia Heppenheim.